# Christian Michael Rottbøll (minister)
 Der er flere personer med dette navn, se Christian Michael Rottbøll.
Christian Michael Rottbøll (7. juli 1854 på Børglum Kloster – 4. december 1928 på Børglum Kloster) var en dansk minister (frikonservativ) og godsejer.
Født på Børglum Kloster som søn af juristen Christian Michael Rottbøll, der havde købt herregården i 1835. Han var opkaldt efter faderen. Han blev student (Haderslev Læreres Skole) 1872; studerede landvæsen i Skotland; var forpagter af Christiansdal fra 1877, ejer af denne gård 1894; ejer af Børglum Kloster 1910; formand for Børglum og Furreby Sogneråd 1891-96.
Rottbøll var Minister uden portefølje, og han var såkaldt kontrolminister for det Konservative Folkeparti i ministeriet Zahle II i perioden 16. september 1916 til 16. januar 1918. Han blev ekskluderet af sit parti i juni 1917. Efter kongens ønske fortsatte han som minister, nu som repræsentant for De Frikonservative.
I 1894-1920 var Rottbøll medlem af Landstinget. Han var højremand indtil år 1900. Derefter frikonservativ. I 1915-1917 repræsenterede han Det Konservative Folkeparti. Derefter var han igen frikonservativ. I 1918 var Rottbøll den eneste frikonservative, der opnåede genvalg til Landstinget. 
Han var formand i bestyrelsen for Forsikringsaktieselskabet National og i repræsentantskabet for Livsforsikringsselskabet Dan; medlem af bestyrelsen for Burmeister & Wains Maskin- og Skibsbyggeri samt formand for Tyreskuekommissionen i Hjørring Amt. Desuden Ridder af Dannebrog.